# Kąt Brewstera
Kąt Brewstera – kąt padania światła na powierzchnię dielektryka, przy którym promień odbity jest całkowicie spolaryzowany liniowo. Prawo dotyczące polaryzacji światła odbitego sformułował sir David Brewster (1781–1868).
Gdy na granicę ośrodków przezroczystych pada światło niespolaryzowane pod takim kątem, że promień odbity i załamany tworzą kąt prosty, to światło odbite jest całkowicie spolaryzowane. Kierunek pola elektrycznego światła odbitego jest prostopadły do płaszczyzny padania (tutaj płaszczyzny rysunku). Polaryzacja ta w optyce zwana jest prostopadłą i oznaczana S (lub inaczej TE – transverse electric). Promień załamany jest natomiast spolaryzowany częściowo.
Zjawisko to wykorzystuje się do polaryzacji światła przez odbicie oraz do bezodbiciowego przechodzenia światła spolaryzowanego w elementach optycznych zwanych okienkami Brewstera, stosowanych często w laserach.

## Wyprowadzenie wzoru
Warunek Brewstera można zapisać:
{\displaystyle \alpha +\beta =90^{\circ }.}
Z prawa Snelliusa:
{\displaystyle n_{1}\sin \alpha _{B}=n_{2}\sin \beta }

Promień odbijający się pod kątem Brewstera. Symbole oznaczają kierunek drgań pola elektrycznego – prostopadłe, równoległe

oraz warunku równości kątów {\displaystyle \alpha _{B}=\alpha } (kąt padania równy jest kątowi odbicia) po przekształceniu:
{\displaystyle n_{1}\sin \alpha _{B}=n_{2}\sin \left(90^{\circ }-\alpha _{B}\right)=n_{2}\cos \alpha _{B},}
z powyższego wynika wzór na tangens kąta Brewstera, będący ilościowym zapisem prawa Brewstera:
{\displaystyle \operatorname {tg} \alpha _{B}={\frac {n_{2}}{n_{1}}}.}

## Wytłumaczenie zjawiska
W myśl fizyki klasycznej, światło jest falą elektromagnetyczną. Fala ta padając na ośrodek pobudza w nim elektrony do drgań. W przypadku ośrodków nieaktywnych optycznie, drganie elektronów odbywa się w kierunku drgań wektora elektrycznego fali elektromagnetycznej. Kierunek ten jest prostopadły do kierunku ruchu fali. Pobudzony elektron wypromieniowuje energię, ale nie może jej wypromieniować w kierunku równoległym do drgań. Dlatego, gdy promień odbity ma kierunek prostopadły do promienia załamanego, to w świetle odbitym nie może być światła, które ma kierunek drgań pola elektrycznego równoległy do kierunku promieniowania załamanego. Oznacza to, że światło odbite pod kątem Brewstera nie może zawierać światła, którego pole elektryczne drga w płaszczyźnie odbicia.